# Santiago Silva Silva
Santiago Fabián Silva Silva (Montevideo, Uruguay; 20 de agosto de 2004) es un futbolista uruguayo. Juega de centrocampista y su equipo actual es el Huachipato de la  Primera División de Chile.

## Trayectoria
Silva comenzó su carrera en 2021 en el Danubio.
El 2 de enero de 2024, se anunció la contratación de Silva por parte del Huachipato de la  Primera División de Chile.

## Estadísticas
Actualizado al último partido disputado el 14 de marzo de 2025.
| Club               | Div.          | Temporada     | Liga  | Liga  | Copas nacionales | Copas nacionales | Copas internacionales | Copas internacionales | Total | Total |
| Club               | Div.          | Temporada     | Part. | Goles | Part.            | Goles            | Part.                 | Goles                 | Part. | Goles |
| ------------------ | ------------- | ------------- | ----- | ----- | ---------------- | ---------------- | --------------------- | --------------------- | ----- | ----- |
| Danubio · Uruguay  | 1.ª           | 2021          | 3     | 0     | 0                | 0                | —                     | —                     | 3     | 0     |
| Danubio · Uruguay  | 1.ª           | 2022          | 22    | 1     | 0                | 0                | —                     | —                     | 22    | 1     |
| Danubio · Uruguay  | 1.ª           | 2023          | 30    | 0     | 0                | 0                | 6                     | 0                     | 36    | 0     |
| Danubio · Uruguay  | Total club    | Total club    | 55    | 1     | 0                | 0                | 6                     | 0                     | 61    | 1     |
| Huachipato · Chile | 1.ª           | 2024          | 22    | 0     | 3                | 0                | 9                     | 0                     | 34    | 0     |
| Huachipato · Chile | 1.ª           | 2025          | 4     | 0     | 1                | 0                | -                     | -                     | 5     | 0     |
| Huachipato · Chile | Total club    | Total club    | 26    | 0     | 4                | 0                | 9                     | 0                     | 39    | 0     |
| Total carrera      | Total carrera | Total carrera | 81    | 1     | 4                | 0                | 15                    | 0                     | 100   | 1     |